# 高胱氨酸
高胱氨酸是一种有机硫化合物，化学式为(HO
2CCH(NH
2)CH
2CH
2S)
2，它是高半胱氨酸氧化得到的二硫化物。

## 合成
它可以苄硫醇钠和1,2-二氯乙烷为原料，经多步反应得到S-苄基高半胱氨酸后，在液氨中和钠反应，再在氯化铁催化下经空气氧化得到。